# Morpho mellinia
Morpho mellinia är en fjärilsart som beskrevs av Hans Fruhstorfer 1907. Morpho mellinia ingår i släktet Morpho och familjen praktfjärilar. Inga underarter finns listade i Catalogue of Life.